# تله گاوی
در معاملات بازار سهام، تله گاوی (به انگلیسی: Bull trap) یک سیگنال نادرست است که نشان می‌دهد روند کاهشی یک سهام یا شاخص معکوس شده‌است و اکنون به سمت بالا حرکت می‌کند، در حالی که در واقع، اوراق بهادار به نزول خود ادامه خواهد داد.
تله گاوی زمانی رخ می‌دهد که معامله‌گر یا سرمایه‌گذار با این تصور که روند نزولی به پایان رسیده‌است، اقدام به خرید سهام می‌کند ولی قیمت دوباره تغییر مسیر داده و به روند نزولی قبلی ادامه می‌دهد. در واقع تله گاوی نوعی دام است که سرمایه‌گذاران به امید رشد قیمت در آن گرفتار می‌شوند اما در عمل فرصتی را برای خروج پول‌های بزرگ فراهم می‌کنند.